# 11900 Spinoy
11900 Spinoy (1991 LV2) là một tiểu hành tinh vành đai chính được phát hiện ngày 6 tháng 6 năm 1991 bởi E. W. Elst ở Đài thiên văn Nam Âu.